# Charippus errans
Charippus errans är en spindelart som beskrevs av Tord Tamerlan Teodor Thorell 1895. Charippus errans ingår i släktet Charippus och familjen hoppspindlar. Inga underarter finns listade i Catalogue of Life.